# Aftershock
Aftershock är Motörheads tjugoförsta studioalbum. Det släpptes den 21 oktober 2013 i Storbritannien och övriga Europa, förutom i Tyskland, där det utgavs den 18 oktober.

## Låtlista
| Nr           | Titel                        | Längd |
| ------------ | ---------------------------- | ----- |
| 1.           | Heartbreaker                 | 3:05  |
| 2.           | Coup de Grace                | 3:45  |
| 3.           | Lost Woman Blues             | 4:09  |
| 4.           | End of Time                  | 3:17  |
| 5.           | Do You Believe               | 2:59  |
| 6.           | Death Machine                | 2:37  |
| 7.           | Dust and Glass               | 2:51  |
| 8.           | Going to Mexico              | 2:51  |
| 9.           | Silence When You Speak to Me | 4:30  |
| 10.          | Crying Shame                 | 4:28  |
| 11.          | Queen of the Damned          | 2:41  |
| 12.          | Knife                        | 2:57  |
| 13.          | Keep Your Powder Dry         | 3:54  |
| 14.          | Paralyzed                    | 2:50  |
| Total längd: | Total längd:                 | 46:54 |

## Medverkande
- Lemmy – basgitarr, sång
- Phil Campbell – gitarr
- Mikkey Dee – trummor